# 濱尾ノリタカ
濱尾 ノリタカ（はまお ノリタカ、1999年11月26日 - ）は、日本の俳優、モデルである。東京都出身。研音所属。

## 略歴
松濤幼稚園を経て、幼稚舎から16年間慶應義塾に学び、慶應義塾大学法学部法律学科を卒業。
子供のころから仮面ライダーが好きで、「仮面ライダーになりたい」と思い、水泳部を辞めて俳優を志す。『仮面ライダーゼロワン』のオーディションを受けるため、自身で研音を調べて応募し、所属に至った。
事務所に入ったころにはすでに『ゼロワン』のオーディションは終わっており、次作『仮面ライダーセイバー』のオーディションを受けたものの、全然演技が出来ずに落ちてしまい、次のオーディションまでは、その反省を踏まえて、役者としての成長を意識して過ごしたという。
2020年に俳優活動を開始した後は、テレビドラマや映画に出演した後、2021年9月5日から放送された特撮テレビドラマ『仮面ライダーリバイス』にジョージ・狩崎役で出演する。

## 人物
趣味はファッション。特技は競泳で、学生時代には全寮制の水泳部に所属し、バタフライの選手として全国大会のリレー種目で4位を獲得。
憧れのモデルは成田凌。
父親が特撮ファンで、物心付く前から仮面ライダーなどの特撮作品を見て育つ。ちょうど『仮面ライダークウガ』が生誕2ヶ月後に始まるタイミングで生まれたので、長い間「クウガ坊や」というニックネームで家族から呼ばれていたという。『仮面ライダーリバイス』の現場に入ったところ、『クウガ』の制作スタッフがいたことで「あ、あの監督だ！」などと興奮したとのこと。
顔が濃いためよくハーフに間違えられるが、父は東京出身、母は福岡出身である。

## 出演
※太字は主演。

### テレビドラマ
- ピーナッツバターサンドウィッチ（2020年4月3日 - 5月22日、MBS 他5局） - 五十嵐修 役[9]
- 仮面ライダーシリーズ（テレビ朝日）
  - 仮面ライダーセイバー 増刊号（2021年8月29日） - ジョージ・狩崎 役
  - 仮面ライダーリバイス（2021年9月5日 - 2022年8月28日） - ジョージ・狩崎 / 仮面ライダーデモンズ[注釈 1] / 仮面ライダージュウガ[注釈 2] 役[10]
- 管理官キング（2022年1月6日、テレビ朝日） - 福沢修司 役
- ZIP! 朝ドラマ「クレッシェンドで進め」（2022年10月17日 - 12月16日、日本テレビ） - 錦木 役[11]
- やっぱそれ、よくないと思う。（2023年1月6日、テレビ朝日） - 谷山 役[12]
- 大奥 第4回（2023年1月31日、NHK総合） - 捨蔵 役[13]
- 埼玉のホスト（2023年7月26日 - 9月20日、TBS） - 枚方祥太郎 役[14]
- ブラックポストマン（2023年8月18日 - 9月29日、テレビ東京） - 長谷祐介 役[15]
- マイ・セカンド・アオハル（2023年10月17日 - 12月19日、TBS） - 田上寛太 役[16]
- 土曜はナニする!? イケドラ（2024年5月4日 - 25日、フジテレビ） - 主演・濱尾ノリタカ 役[17]
- 笑うマトリョーシカ（2024年6月28日 - 9月6日、TBS） - 佐々木光一 役（学生時代）[18]
- ギークス～警察署の変人たち～ 第2話（2024年7月11日、フジテレビ） - 若林良太 役[19]
- 嘘解きレトリック 第9話（2024年12月2日、フジテレビ） - 徳田史郎 役[20]
- コトコト～おいしい心と出会う旅～ 富山編（2024年12月7日、NHK  BS4K・12月8日、NHK BS・2025年1月6日 - 9日、NHK総合） - 我孫子壮太 役[21]
- 大河ドラマ べらぼう〜蔦重栄華乃夢噺〜 第11回（2025年3月16日、NHK総合） - 市川門之助 役[22]
- 連続テレビ小説 あんぱん 第12回 - 第59回（2025年4月15日 -  6月19日、NHK総合） - 田川岩男 役[23]
- TOKAGE 警視庁特殊犯捜査係（2025年6月30日、テレビ東京） - 三島拓 役[24]
- 明日はもっと、いい日になる（2025年7月7日 - 、フジテレビ） - 桐谷聖夜 役[25]

### 配信ドラマ
- 妄想switch（auスマートパスプレミアム配信5Gドラマ）
- 仮面ライダーシリーズ
  - 仮面ライダーリバイス The Mystery（ザ・ミステリー）（2022年1月30日 - 2月27日、TELASA） - ジョージ・狩崎 役[26]
  - 『劇場版 仮面ライダーリバイス』スピンオフ配信ドラマ『Birth of Chimera』（2022年7月22日、東映特撮ファンクラブ） - ジョージ・狩崎 役[27]
  - 仮面ライダージュウガVS仮面ライダーオルテカ（2023年4月30日・5月7日、東映特撮ファンクラブ） - 主演・ジョージ・狩崎 / 仮面ライダージュウガ 役（※関隼汰とW主演）
  - 仮面ライダーアウトサイダーズ ep.3・ep.4・ep.6・ep.7（2023年7月23日・10月1日・2024年9月29日・12月22日、東映特撮ファンクラブ） - ジョージ・狩崎 役[28]
- ヨドンナ3 ヨドンナのバレンタイン（2023年3月5日、東映特撮ファンクラブ） - イケメン 役
- 純喫茶イニョン 第2話（2024年3月30日、ひかりTV） - 大橋奏多 役[29]
- 東京タワー アナザーストーリー 第2話 高校生篇（2024年5月18日、TELASA） - 先輩 役[30]

### 映画
- 仮面ライダーシリーズ（東映）
  - 劇場版 仮面ライダーリバイス（2021年7月22日） - ジョージ・狩崎 役
  - 仮面ライダー ビヨンド・ジェネレーションズ（2021年12月17日） - ジョージ・狩崎 役[31]
  - 劇場版 仮面ライダーリバイス バトルファミリア（2022年7月22日） - ジョージ・狩崎 役[32]
  - 仮面ライダーギーツ×リバイス MOVIEバトルロワイヤル（2022年12月23日） - ジョージ・狩崎 / 仮面ライダージュウガ 役[33]
- 妖怪大戦争 ガーディアンズ（2021年8月13日） - 酒呑童子 役
- WIND BREAKER / ウィンドブレイカー（2025年12月5日公開予定） - 十亀条 役[34]

### 舞台
- TEAM NACS Solo Project 5D2 -FIVE DIMENSIONS II- 戸次重幸『幾つの大罪〜How many sins are there？〜』（2023年4月15 - 23日、東京：EX THEATER ROPPONGI / 4月28日 - 30日、大阪：森ノ宮ピロティホール / 5月5日 - 7日、札幌：カナモトホール） - 団栗伊努治 役
- 朗讀劇「極楽牢屋敷 木下半太版四谷怪談」（2023年8月19日、東京・サンシャイン劇場）[35]

### オリジナルビデオ
- 仮面ライダーシリーズ - ジョージ・狩崎 役
  - てれびくん超バトルDVD 仮面ライダーリバイス コアラVSカンガルー!!結婚式のチューしんで愛をさけぶ!?（2022年）
  - てれびくん超バトルDVD 仮面ライダーリバイス 2号ライダーはじめました～♪（2022年）
  - リバイスForward 仮面ライダーライブ&エビル&デモンズ（2023年5月10日、東映ビデオ）[36][37]

### Webアニメ
- ゆだって最高！リバイスアニメ 湯けむりパラダイス A GO!GO!（2022年6月26日 - 2023年7月30日、東映特撮ファンクラブ） - ジョージ・狩崎 役

### ゲーム
- 仮面ライダーバトル ガンバライジング（2022年 - 2023年） - 仮面ライダーデモンズ（狩崎）[38] / 仮面ライダージュウガ[39] 役
- 仮面ライダーバトル ガンバレジェンズ（2023年、アーケード） - 仮面ライダーデモンズ（狩崎） / 仮面ライダージュウガ 役

### CM
- 仮面ライダーバトル ガンバライジング「リリリミックス4弾」（2022年） - ナレーション

### MV
- 家入レオ「あなた」（2024年）[40]
- 椎名林檎「松に鶴」（2025年）[41]

### 玩具
- 仮面ライダーリバイス 変身ベルト DXキメラドライバー&ジュウガドライバーユニット（2023年1月、プレミアムバンダイ） - ジョージ・狩崎 役

### イベント
- 『オニツカタイガー』2020年春夏コレクションショー
- 仮面ライダーリバイス スペシャルイベント（2022年5月4日・5日） - ジョージ・狩崎 役
- 仮面ライダーリバイス ファイナルステージ（2022年9月18日・10月1日・8日・15日・16日） - ジョージ・狩崎 / 仮面ライダージュウガ 役

## ディスコグラフィ

### キャラクターソング
| 発売日        | 商品名 | 歌                             | 楽曲                                                                                  | 備考                                                                         |
| ------------- | --- | ------------------------------ | ------------------------------------------------------------------------------------- | ---------------------------------------------------------------------------- |
| 2022年9月21日 | 仮面ライダーリバイス SONG BEST                                                                                              | ジョージ・狩崎（濱尾ノリタカ） | 「ジョージ・狩崎のライダーシステム」 「ジョージ・狩崎のライダーシステム (Dark Ver.)」 | 特撮テレビドラマ『仮面ライダーリバイス』関連曲                               |
| 2023年5月10日 | 『リバイスForward 仮面ライダーライブ&エビル&デモンズ DXジャイアントスパイダー&メガバットバイスタンプセット版』付属 主題歌CD | #ナイスファミリバ              | 「Love yourself」                                                                     | オリジナルビデオ『リバイスForward 仮面ライダーライブ&エビル&デモンズ』主題歌 |

## 書籍

### 写真集
- 濱尾ノリタカ 1st写真集『H3O』（2023年10月20日、講談社）[42]ISBN 978-4-0653-3097-5

### ユニットメンバー
1. ↑  前田拳太郎、日向亘、井本彩花、濱尾ノリタカ、浅倉唯、関隼汰、八条院蔵人、小松準弥